# Gone Girl (álbum)
Gone Girl es el vigésimoséptimo álbum del cantante country Johnny Cash lanzado en 1978. El cual incluye la canción "No Expectations" del CD Beggars Banquet de The Rolling Stones más la canción original de Cash "It Comes and Goes" y la canción "A Song for the Life" de Rodney Crowell y una versión de "The Gambler" por Kenny Rogers lanzada unos meses antes de Gone Girl. Las 3 canciones publicitarias del CD "Gone Girl", "I Will Rock and Roll with You" y "It'll Be Her" pero no llegaron ni a los mejores 20 en las listas country.

## Canciones
1. Gone Girl – 3:12
(Jack Clement)
2. I Will Rock and Roll With You – 2:54
(Cash)
3. The Diplomat – 4:03
(Cash)
4. No Expectations – 3:14
(Mick Jagger y Keith Richards)
5. It Comes and Goes – 2:34
(Cash)
6. It'll Be Her – 3:09
(Billy Ray Reynolds)
7. The Gambler – 3:43
(Don Schlitz)
8. Cajun Born – 3:21
(Kermit Goell y Jo-El Sonnier)
9. You and Me (Con June Carter Cash) – 2:45
(Roger Bowling y Larry Butler)
10. A Song for the Life – 3:12
(Rodney Crowell)

## Personal
- Johnny Cash - Vocalista
- Marshall Grant - Bajo
- W.S. Holland - Percusión
- Bob Wootton - Guitarra eléctrica
- Jimmy Capps - Guitarra acústica
- Tommy Allsup - Guitarra acústica
- Jack Clement - Guitarra rítmica
- Earl Ball - Piano
- Jerry Hensley - Guitarra eléctrica y guitarra acústica
- Jack Hale - Trompeta
- Bob Lewin - Trompeta
- Joel Sonnier - Concertina y armónica
- The Carter Family - Coristas
- Jan Howard - Corista
- The Jordanaires - Coristas
- Rosanne Cash - Corista
- The Shelly Kurland Strings - Cuerdas

## Posición en listas
Canciones - Billboard (América del Norte)
| Año  | Canción                         | Tabla             | Posición |
| ---- | ------------------------------- | ----------------- | -------- |
| 1978 | "Gone Girl"                     | Canciones Country | 44       |
| 1978 | "It'll Be Her"                  | Canciones Country | 89       |
| 1978 | "I Will Rock and Roll with You" | Canciones Country | 21       |